# Coleophora zagella
Coleophora zagella é uma espécie de mariposa do gênero Coleophora pertencente à família Coleophoridae.